# Erysiphe euphorbiae
Erysiphe euphorbiae är en svampart som beskrevs av Peck 1874. Erysiphe euphorbiae ingår i släktet Erysiphe och familjen Erysiphaceae.   Inga underarter finns listade i Catalogue of Life.